# Friedrich II. von Luxemburg
Friedrich II. von Luxemburg (* um 1005; † 28. August 1065), aus dem Haus der Wigeriche, war seit 1035 Vogt von Malmedy und Stablo und von 1046 bis 1065 Herzog von Niederlothringen.

## Abstammung
Seine Eltern waren Friedrich I. von Luxemburg und vom Moselgau und Irmtrud (oder Irmintrud), Tochter des Grafen Heribert von der Wetterau. Sein Großvater war Siegfried I. Graf von Luxemburg, aber als jüngerer Sohn Friedrichs I. hatte er zunächst wenig Aussichten auf eine herausragende Stellung im Reich. Er und sein jüngerer Bruder Hermann sind als Besitzer und Bewohner der Burg Gleiberg in der 2. Hälfte des 11. Jahrhunderts urkundlich erwähnt.

## Herrschaft
Über Friedrich ist in zeitgenössischen Quellen wenig überliefert.

Um 1020 baute er die Burg Limburg auf der alten königlichen Grundherrschaft Baelen, die er von seiner Mutter geerbt hatte. Diese war Ursprung der Stadt Limbourg und der Grafschaft bzw. des späteren Herzogtums Limburg.
Als im Jahr 1044 Herzog Gotzelo I. von Ober- und Niederlothringen starb, verlieh Kaiser Heinrich III. das Herzogtum Niederlothringen an dessen jüngeren Sohn Gotzelo II., während Oberlothringen an den älteren Bruder Gottfried III., „den Bärtigen“, ging.
Nach dem frühen Tod Gozelos beanspruchte 1046 Gottfried III. auch Niederlothringen. Doch Kaiser Heinrich verlieh es an Friedrich, der ein Neffe der Kaisermutter Kunigunde war. Die damit verbundenen Herrschaftsrechte waren allerdings gering.
Mit Hilfe des Abtes von Stablo und seines Bruders Adalbero III. von Luxemburg, der 1047 Bischof von Metz wurde, konnte Friedrich sich die Vogteien über Stablo und Malmedy sowie über das Metzer Eigenkloster St. Truiden sichern.
Inzwischen war Heinrich IV. deutscher König geworden. Als Friedrich im Jahr 1065 starb, erhielt Gottfried III. „der Bärtige“ das Herzogtum Niederlothringen.

## Familie
Friedrich war zweimal verheiratet.
- Seine erste Gemahlin war Gerberga († um 1049), eine Tochter des Grafen Eustach I. von Boulogne (Haus Boulogne). Mit ihr hatte er eine Tochter namens Judith oder Jutta. Sie war die Erbin von Limburg und brachte es ihrem Gatten, Graf Udo von Limburg, mit in die Ehe.[1] Dieser ist nicht identisch mit dem Grafen Walram II von Arlon, der, des Öfteren auch, fälschlicherweise, als Walram-Udo bezeichnet wird.[1]

- Seine zweite Gemahlin war Ida († 31. Juli 1101), eine Tochter des Herzogs Bernhard II. von Sachsen aus der Familie der Billunger. Kinder aus dieser Ehe sind nicht bekannt.

Friedrich starb am 28. August 1065 und wurde in der Abtei Stablo neben seiner ersten Frau bestattet.
Ida ging nach Friedrichs Tod eine neue Ehe mit Graf Albert III. von Namur ein.